# 小屋の畑駅
小屋の畑駅（こやのはたえき）は、岩手県八幡平市保戸坂（ほとざか）にある、東日本旅客鉄道（JR東日本）花輪線の駅である。

## 歴史
- 1960年（昭和35年）12月1日：国鉄の駅として二戸郡安代町に開業[2][3]。気動車の旅客のみを取り扱う駅員無配置駅[4]。
- 1987年（昭和62年）4月1日：国鉄分割民営化により、東日本旅客鉄道の駅となる[2]。
- 2018年（平成30年）6月1日：大更駅の業務委託化に伴い、盛岡駅に管理駅が変更となる。
- 2024年（令和6年）10月1日：えきねっとQチケのサービスを開始[1][5]。

## 駅構造
単式ホーム1面1線を有する地上駅である。ホーム上に待合室がある。
盛岡統括センター（盛岡駅）管理の無人駅である。

## 駅周辺
- 安比川
- 国道282号
- 東北自動車道

## 隣の駅
東日本旅客鉄道（JR東日本）
■花輪線
赤坂田駅 - 小屋の畑駅 - 荒屋新町駅